# 茅中砥
茅中砥（Bishop Juan Bautista Velasco Díaz, O.P.1911年6月17日—1985年10月26日），天主教厦门教区主教（1948年6月10日-1983年5月），西班牙多明我会会士。
1911年6月17日，茅中砥出生在西班牙Paraná。1927年（15岁）入多明我会。1935年8月10日，24岁晋升神甫。赴中國传教。1948年6月10日（37岁）由教廷任命为天主教厦门教区主教 。10月24日由駐華公使黎培里总主教、福州赵炳文总主教、香港恩理觉主教祝圣 。
1953年，政府组织天主教人士开会表态，并揭发茅中砥主教的罪行。1953年9月3日，厦门军管会宣布取缔圣母军，将西班牙籍茅中砥主教、吴明德神父驱逐出境，并组织29049人参观“罪行展览会”。
1953年，茅中砥主教抵达菲律宾马尼拉，负责当地华人牧灵工作。1955年，茅中砥任菲律宾天主教马尼拉总教区輔理主教。1983年5月（71岁），辞去厦门主教职务。1984年7月9日，辞去马尼拉輔理主教职务。1985年10月26日，茅中砥主教去世，年74岁。       